# Карташов Анатолій Якович
Анатолій Якович Карташов (рос. Анатолий Яковлевич Карташов; 25 серпня 1932, Перше Садове — 11 грудня 2005, Київ) — радянський військовий льотчик, перший космонавт, який здійснив політ у термосферу з першого загону, льотчик-випробувач 1-го класу, полковник.

## Біографія
Народився 25 серпня 1932 року в селі Перше Садове Садовського району Воронезької області. У 1948 році закінчив 7 класів неповної середньої школи. У 1952 році закінчив Воронезький авіаційний технікум за спеціальністю «технік-механік авіамоторобудування». Одночасно навчався у Воронезькому аероклубі, де одержав право пілотувати літак.
15 жовтня 1952 року був призваний до лав ЗС СРСР Смоленським РВК міста Воронежа і спрямований на льотну підготовку в Чугуївське військово-авіаційне училище льотчиків. У грудні 1954 року закінчив Чугуївське військове авіаційне училище льотчиків. З 25 грудня 1954 року служив льотчиком, а з 21 червня 1957 року — старшим льотчиком 722-го винищувального авіаційного полку 26-ї винищувальної авіаційної дивізії 22-ї повітряної армії Північного ВО під Петрозаводськом.
З березня по травень 1960  року проходив медичне обстеження в ЦВНІІАГ в Москві у складі останньої групи льотчиків, викликаних на медкомісію. 7 червня 1960 року наказом Головкому ВПС № 839 зарахований слухачем-космонавтом в загін космонавтів ЦПК ВПС. Будучи останнім зарахованим до загону в червні 1960 року приступив до інтенсивної загальнокосмічної підготовки. Виконав польоти на невагомість, парашутні стрибки, пройшов випробування в термокамері (2 год 10 хв при t = 70°C), тренування в сурдокамері протягом 10 діб (з «рваним режимом» сну — три години вдень, три години вночі).
16 липня 1960  року почав проходити тренування на центрифузі, відпрацьовуючи дії оператора при перевантаженнях від 4 до 12 g (при цьому на відміну від звичайної процедури, коли перевантаження нарощується поступово, по одному випробуванню на добу, Карташову запропонували пройти всі етапи в один день: кілька обертань в день по три хвилини кожне з п'ятихвилинним відпочинком, не сходячи з крісла, що було порушенням методики проведення тренування). Після одного з таких обертань при 12-кратному перевантаженні на його спині були виявлені дрібні крововиливи (петехії). Тренування були припинені, і Карташов був направлений на додаткове обстеження в ЦВНІАГ. Вийшовши з госпіталю знову підключився до підготовки, але коли на початку квітня 1961 року до здачі іспитів була представлена друга група слухачів-космонавтів, імені Карташова в списку не було. Він подав рапорт на відрахування із загону, незважаючи на відради колег. 7 квітня 1961  року наказом Головкому ВПС № 462 був відрахований із загону космонавтів через хворобу.
Після відрахування із загону космонавтів:
- з 18 травня 1961 року по 20 травня 1962 року служив льотчиком-випробувачем військового представництва № 71 МО СРСР;
- з 7 липня 1962 року служив льотчиком 2-го ланки змішаної випробувальної авіаескадрильї повітроплавного НДЦ ВПС;
- з 18 лютого 1963 року служив льотчиком авіаланки літаків Іл-14 і Ан-2 змішаної навчальної тренувальної ескадрильї 839-го окремого навчально-тренувального авіаційного полку ВПС у місті Уссурійську, Приморський край;
- з 2 жовтня 1964 року служив льотчиком авіаланки транспортних літаків і вертольотів 839-ї бомбардувальної авіаційної ескадрильї окремого навчально-тренувального авіаційного полку ВПС;
- з 17 серпня 1966 року служив старшим льотчиком-випробувачем військового представництва № 2491 МО СРСР у місті Долгопрудний Московської області;
- з 23 серпня 1968 року — на тій же посаді у військовому представництві № 2230 МО СРСР у місті Арсеньєв, Приморський край, де проводив приймання та випробування літаків Ан-2 і Ан-14а;
- з 19 серпня 1975 року — на тій же посаді у військовому представництві № 610 МО СРСР 1-го управління начальника озброєння ВПС у місті Києві.

28 березня 1985 року наказом МО звільнений зі Збройних Сил у запас.

Могила А. Я. Карташова

Після звільнення з ЗС з 1985 року працював льотчиком-випробувачем в авіаційному КБ О. К. Антонова в Києві. Облітував пасажирський літак Ан-24, транспортний літак Ан-26 і Ан-32, аерофоторозвідник Ан-30. В останні роки життя жив під Києвом. Помер 11 грудня 2005 року після важкої тривалої хвороби. Похований на Міському кладовищі «Берківці».

## Нагороди
Нагороджений орденом Червоної Зірки (17 червня 1961 року, за участь у підготовці першого пілотованого польоту людини в космос) та вісьмома медалями.